# TT1

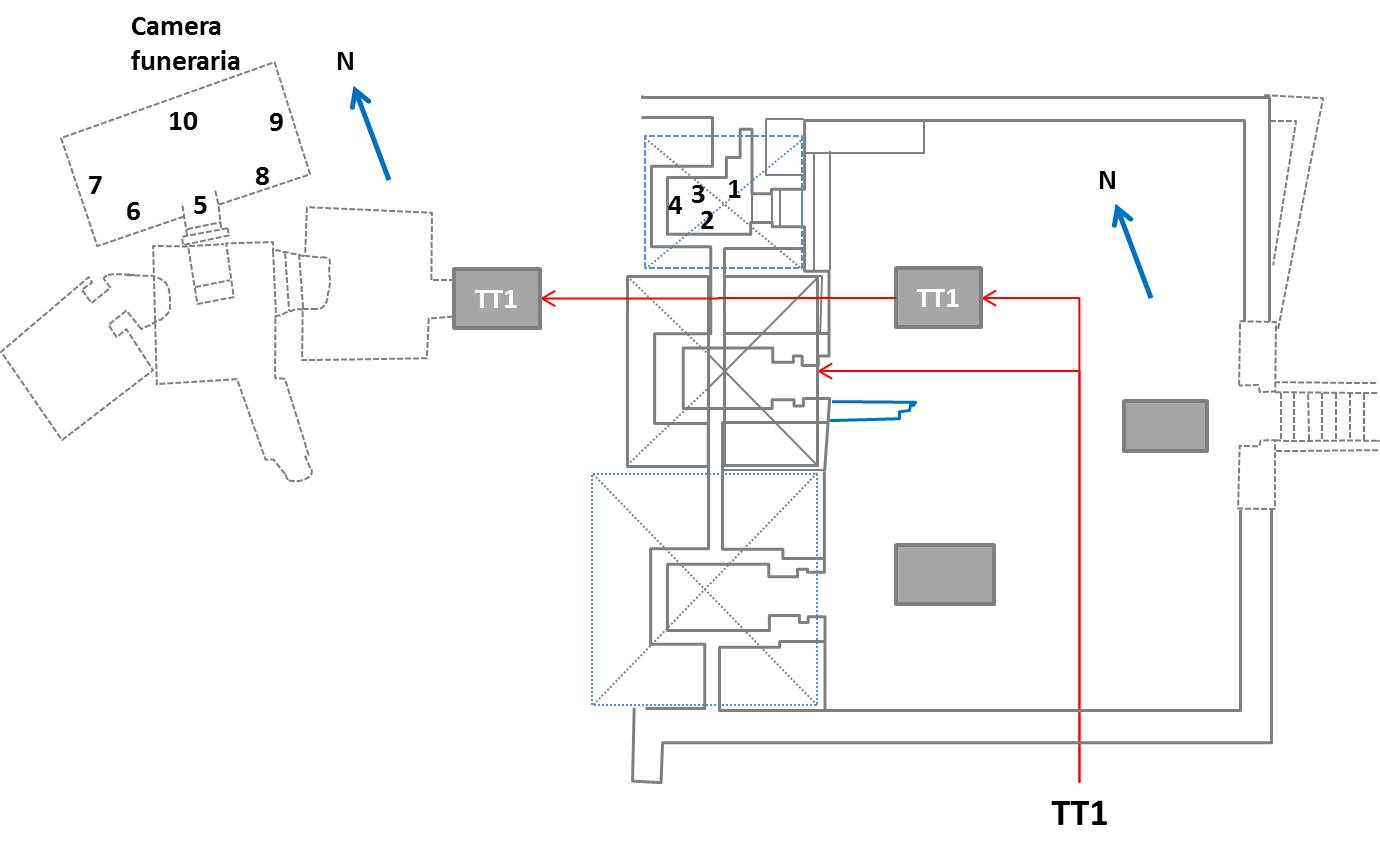
Sơ đồ lăng mộ TT1

TT1 là một lăng mộ nằm ở Deir el-Medina, thuộc khu vực bờ tây của sông Nile. Đây là nơi chôn cất của Sennedjem, một nghệ nhân sống vào thời kỳ đầu của Vương triều thứ 19 trong lịch sử Ai Cập cổ đại, cùng gia quyến của ông.

## Phát hiện
Lăng mộ TT1 được tìm thấy vào năm 1886 trong tình trạng vẫn còn khá nguyên vẹn. Ngoài Sennedjem, vợ ông Iyneferti cùng những người con trai, con dâu đều được chôn cất tại đây. Có khoảng 20 xác ướp được tìm thấy trong các phòng mộ, nhưng không rõ mối quan hệ của nhiều người trong số họ đối với gia đình Sennedjem. Những vật dụng trong mộ bao gồm nhiều tượng shabti, bình canopic, rương đựng và những dụng cụ cá nhân khác. Tất cả những vật dụng này và các cỗ quan tài đều được lưu giữ tại Bảo tàng Cairo, Bảo tàng Mỹ thuật Metropolitan (New York) và Bảo tàng Ai Cập Berlin (Berlin).
Xác ướp của Sennedjem nằm trong 2 lớp quan tài gỗ và mang một mặt nạ. Ngoài ra, còn tìm thấy trong phòng mộ của ông là một cái giường, một chiếc ghế (có khắc tên người con trai Khabekhnet) và những công cụ đo đạc dùng trong nghề của Sennedjem. Vợ của Sennedjem, Iyneferti, được đặt trong một cỗ quan tài gỗ (làm bởi con trai Khonsu) và cũng mang mặt nạ. Ghế, hộp mỹ phẩm và bình hoa được chôn theo bà.
Khabekhnet (chủ nhân của lăng mộ TT2) và vợ là Esi được biết qua các tượng shabti và bình canopic; riêng Esi có một cỗ quan tài nằm tại đây. Khonsu được đặt trong 3 lớp quan tài cùng chiếc mặt nạ, kèm theo đó là các công cụ đo đạc của ông; Tameket vợ ông nằm trong một cỗ quan tài. Những rương đề tên của Ramose, Paraemnekhu được tìm thấy, là 2 người con trai khác của Sennedjem.
Ở phía bắc nhà nguyện của Sennedjem, có một nhà nguyện dành riêng cho Khonsu. Dựa trên những mảnh vỡ trong mộ, người ta biết được cha của Sennedjem tên là Khabekhnet; một người cháu nội cũng được đặt theo tên ông. Những bức phù điêu trên tường mộ khắc họa chân dung của cha mẹ của Sennedjem và Iyneferti, gia đình anh em của Sennedjem và những người con trai, con gái của Sennedjem.

## Hình ảnh

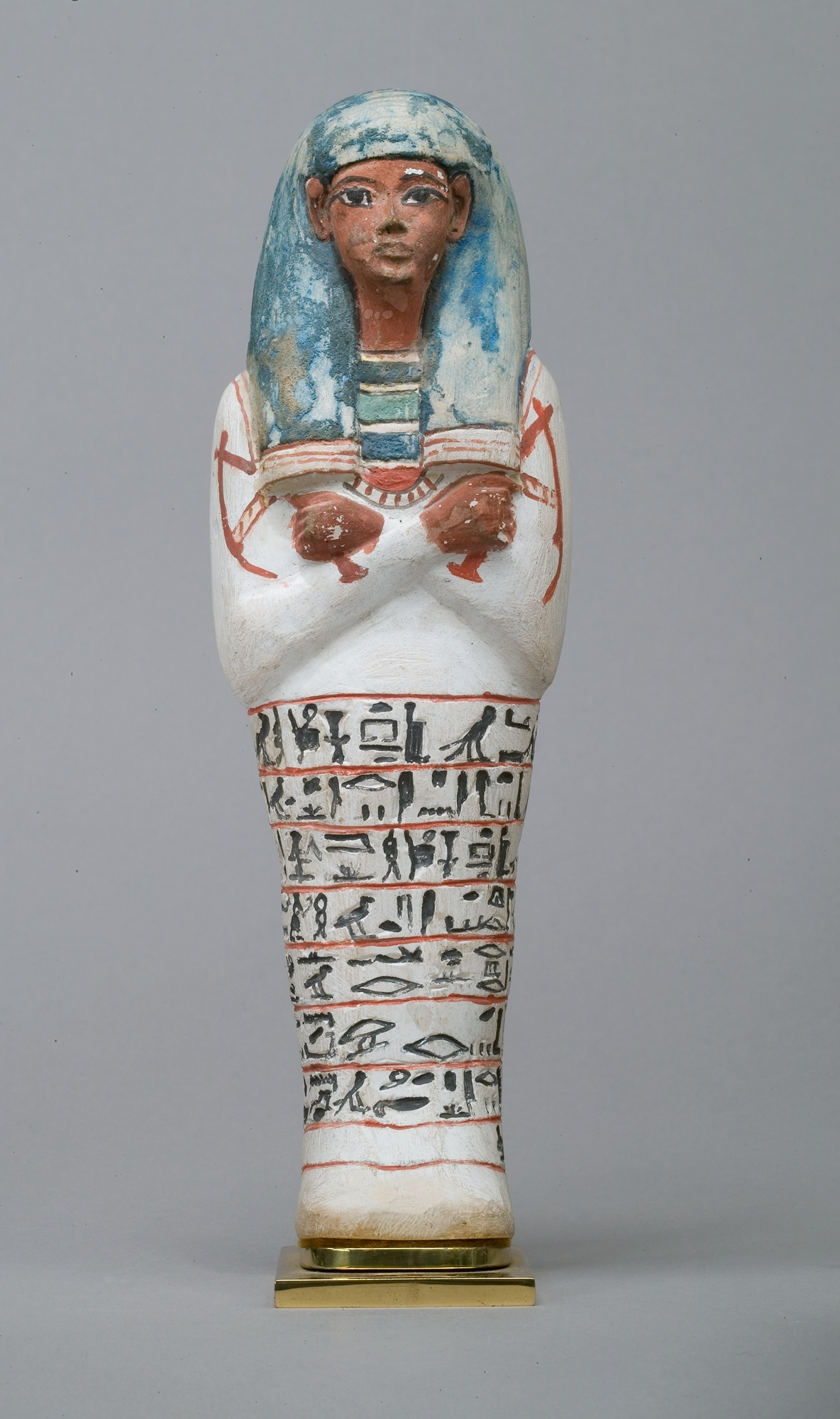
Shabti của Sennedjem
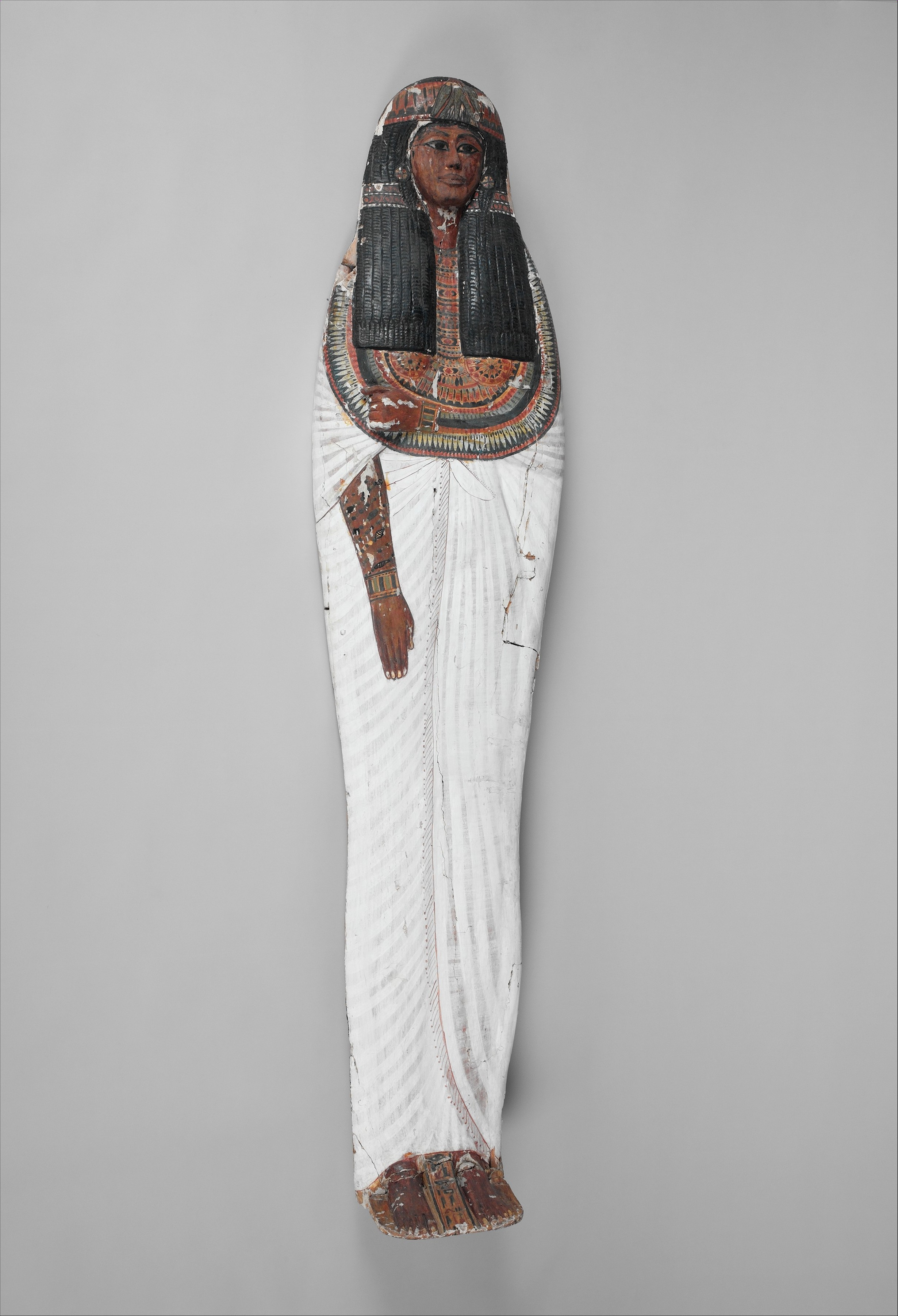
Tấm ván phủ xác ướp của Iyneferty
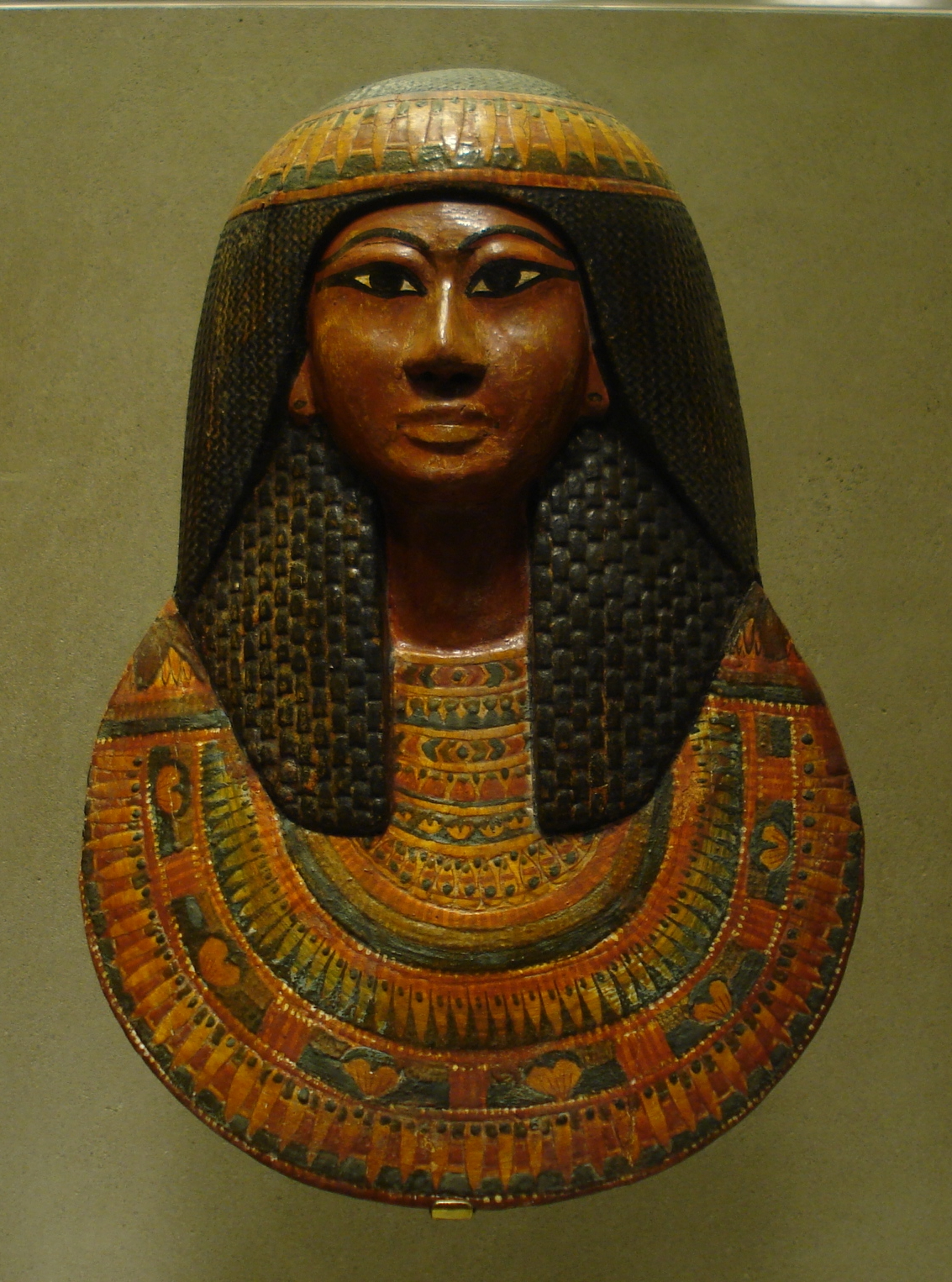
Mặt nạ của Khonsu
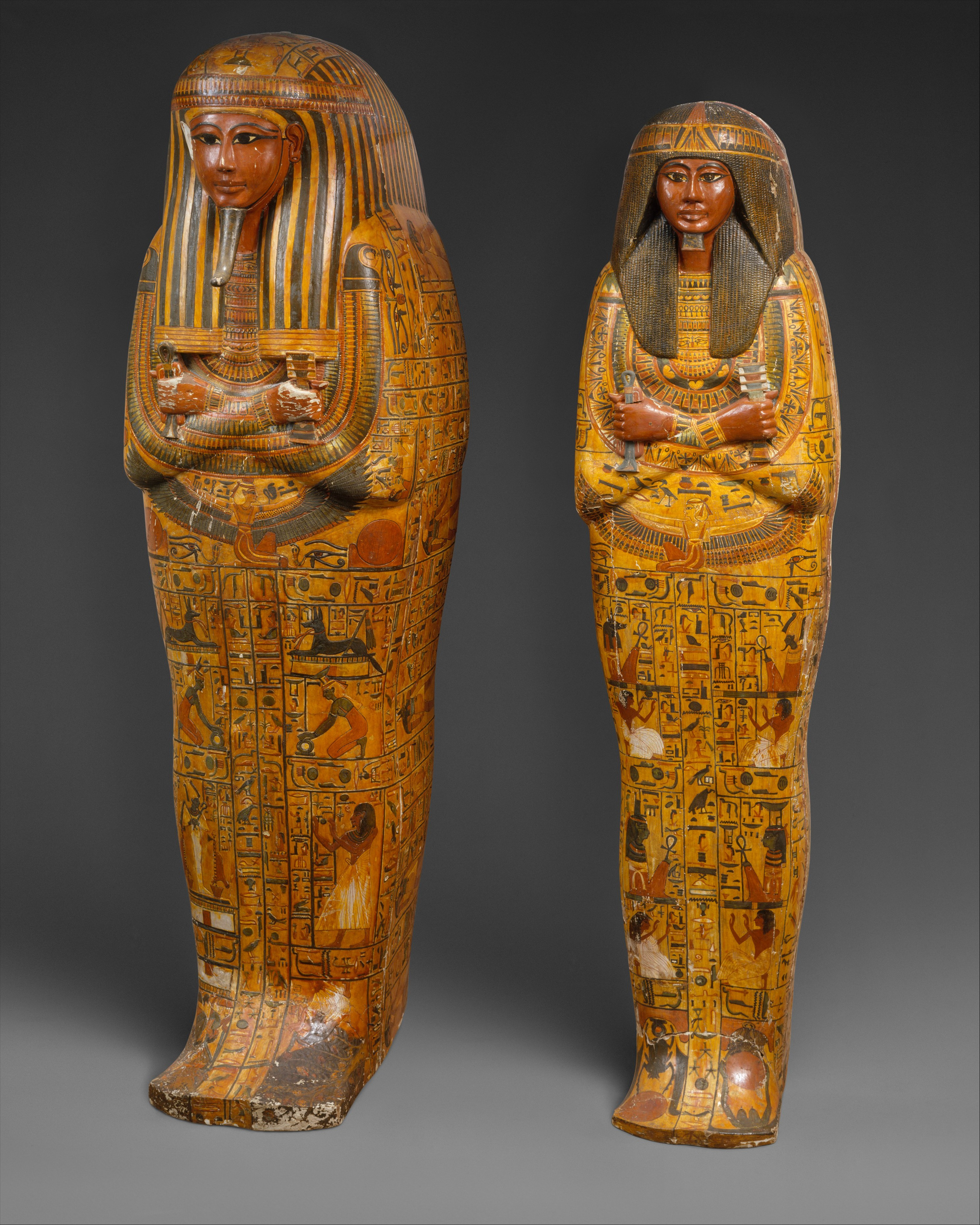
2 cỗ quan tài của Khonsu
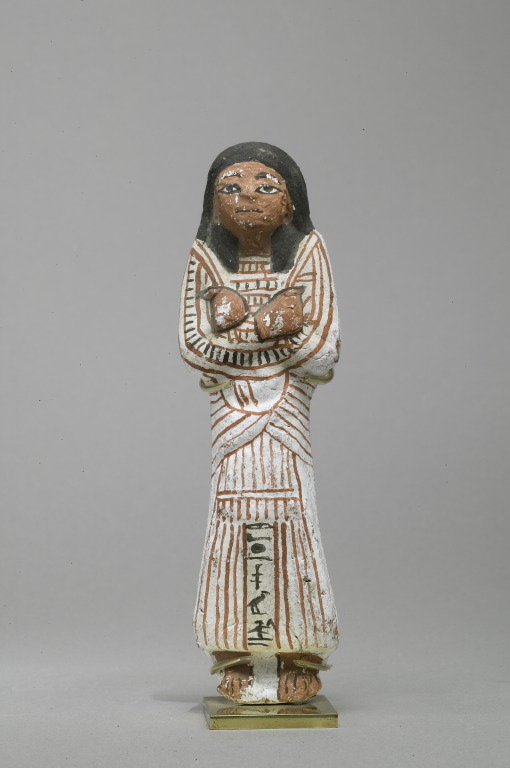
Shabti của Khonsu
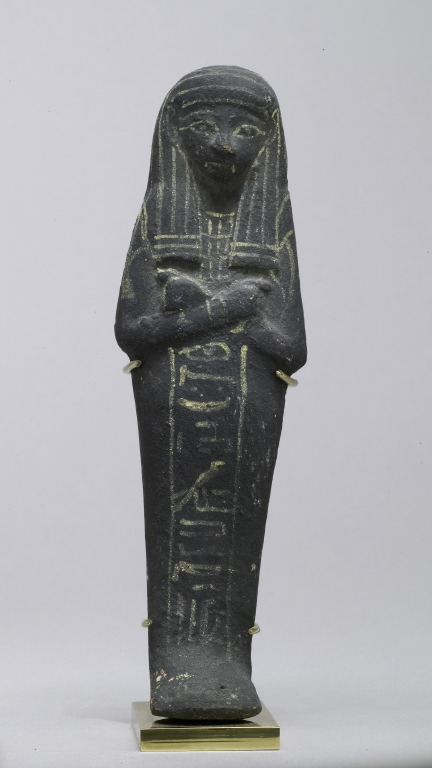
Shabti của Tamaket
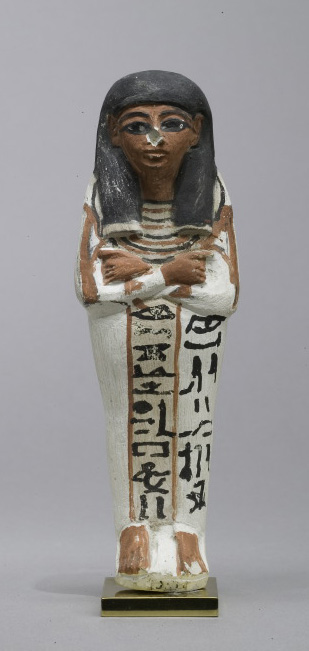
Shabti của Khabekhnet và Iyneferti
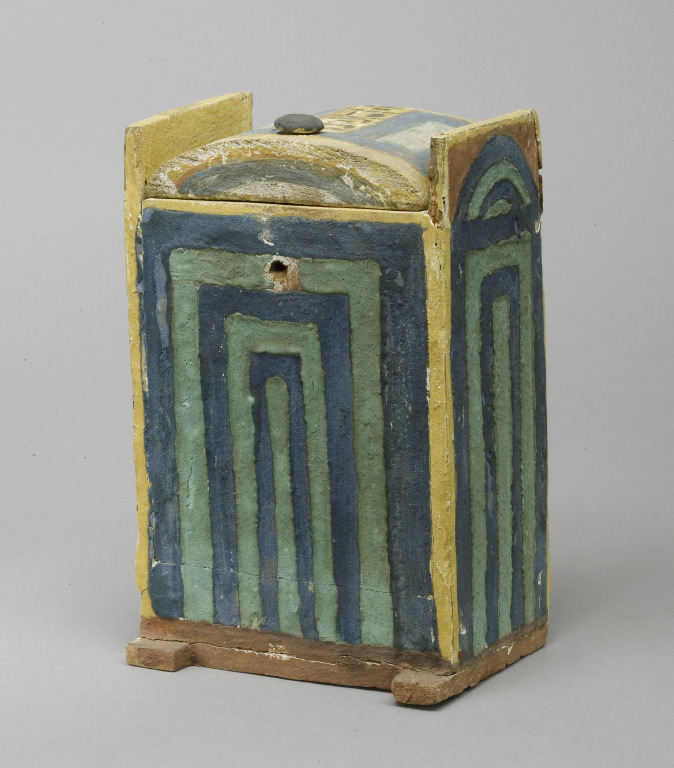
Hộp shabti của Khabekhnet
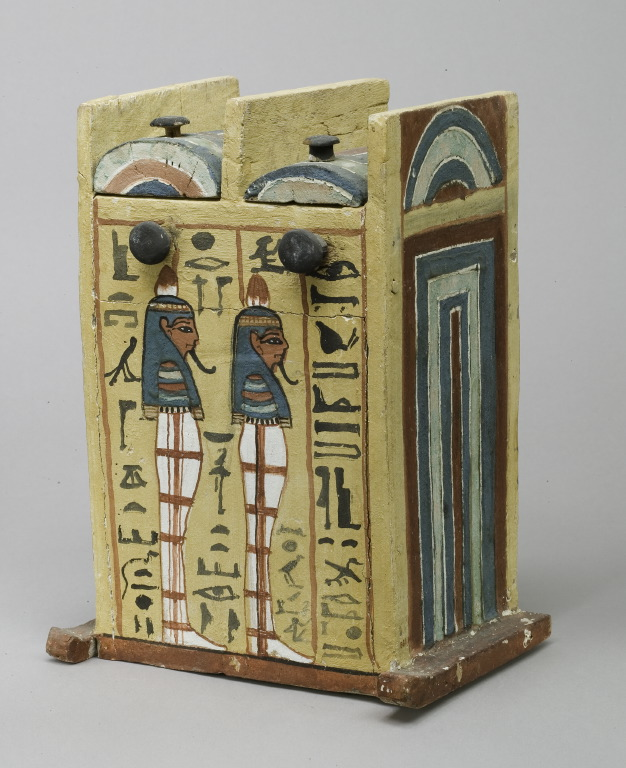
Hộp shabti của Paramnekhu
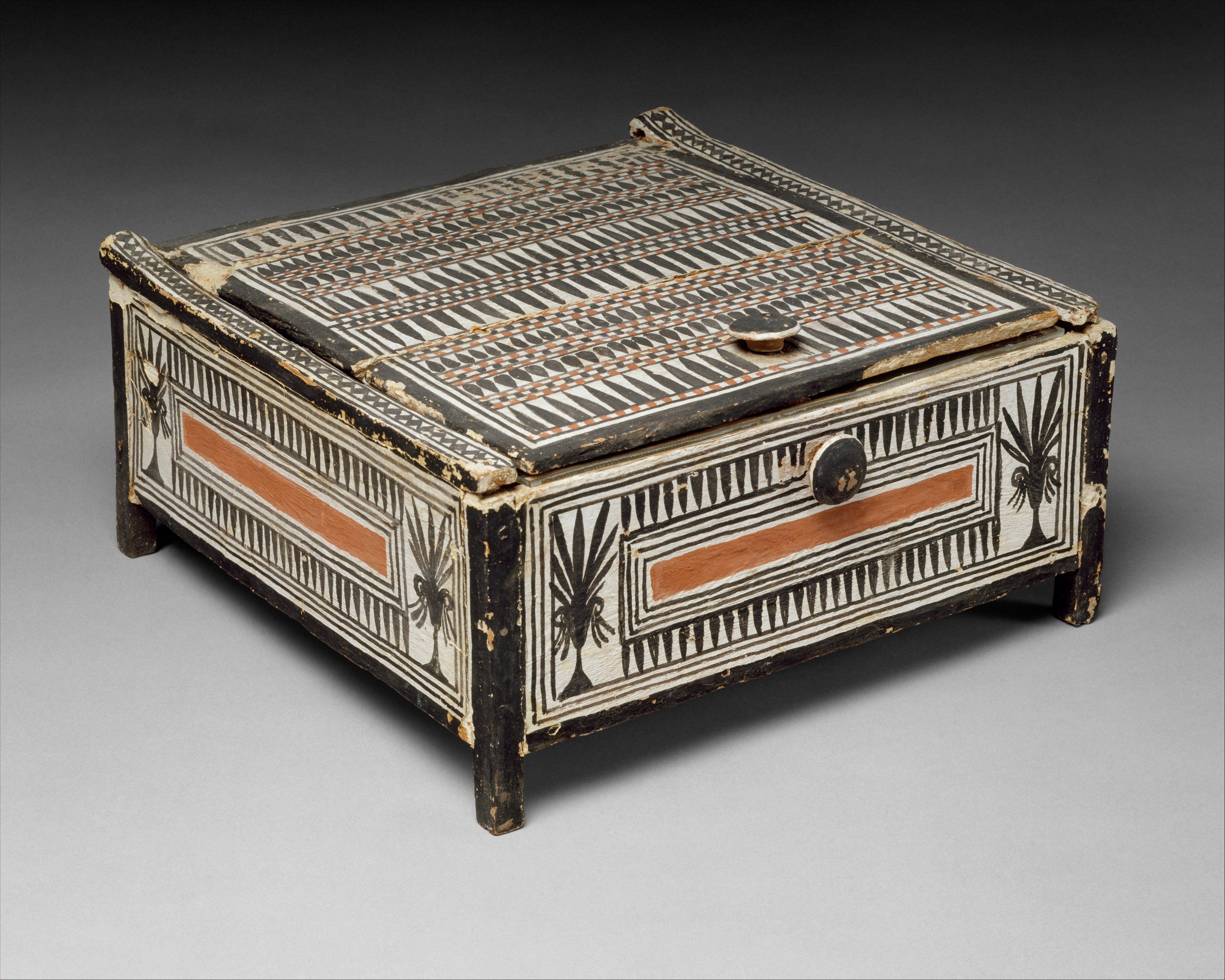
Hộp mỹ phẩm
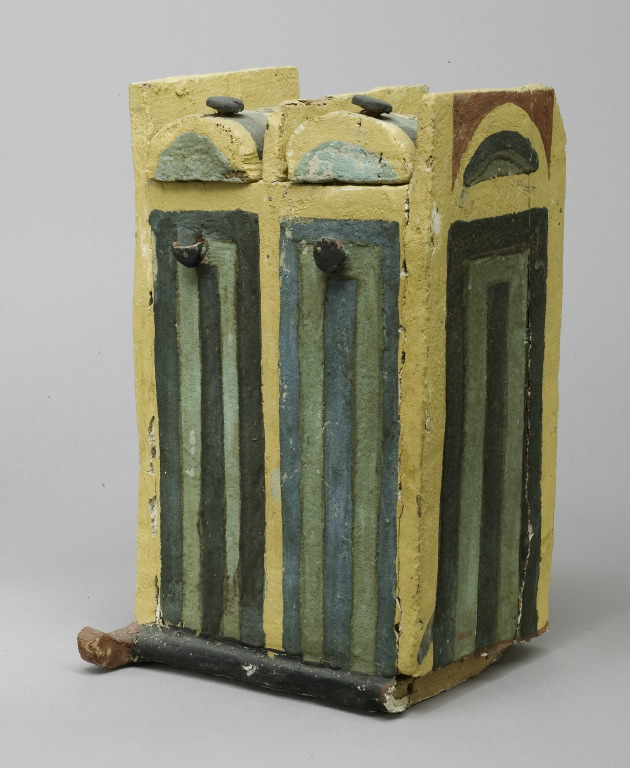
Hộp shabti của Ramose
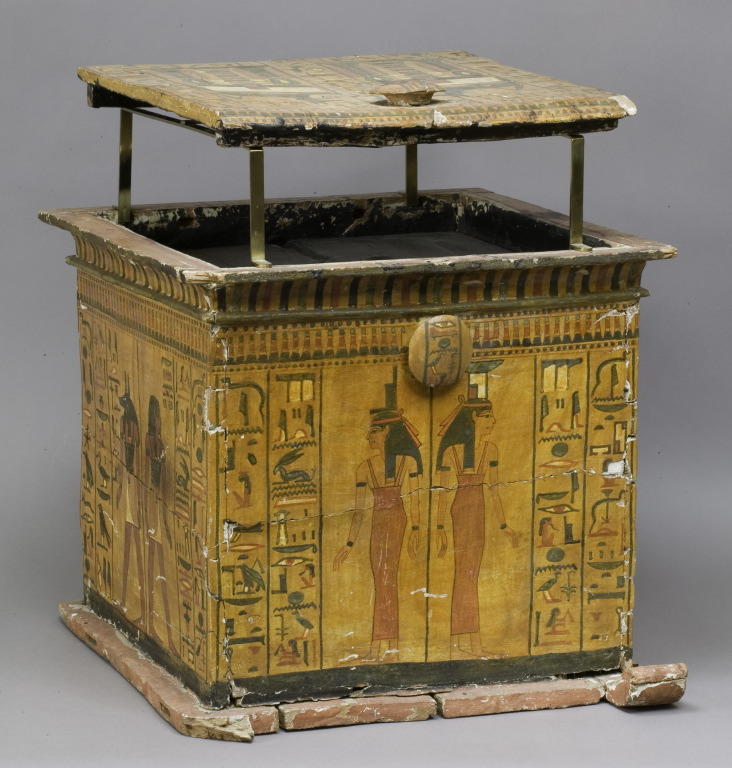
Rương canopic của Khonsu
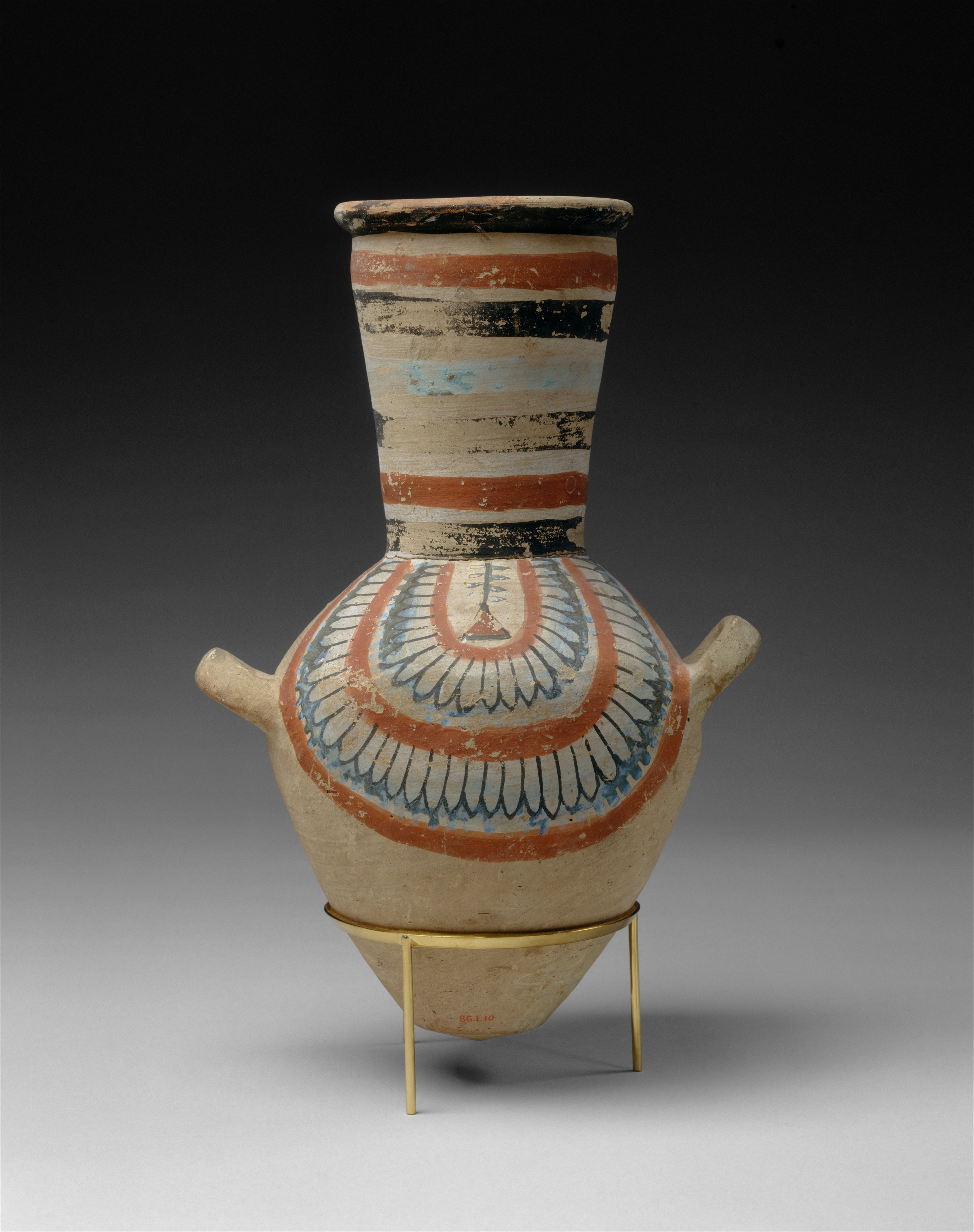
Một chiếc bình trong mộ
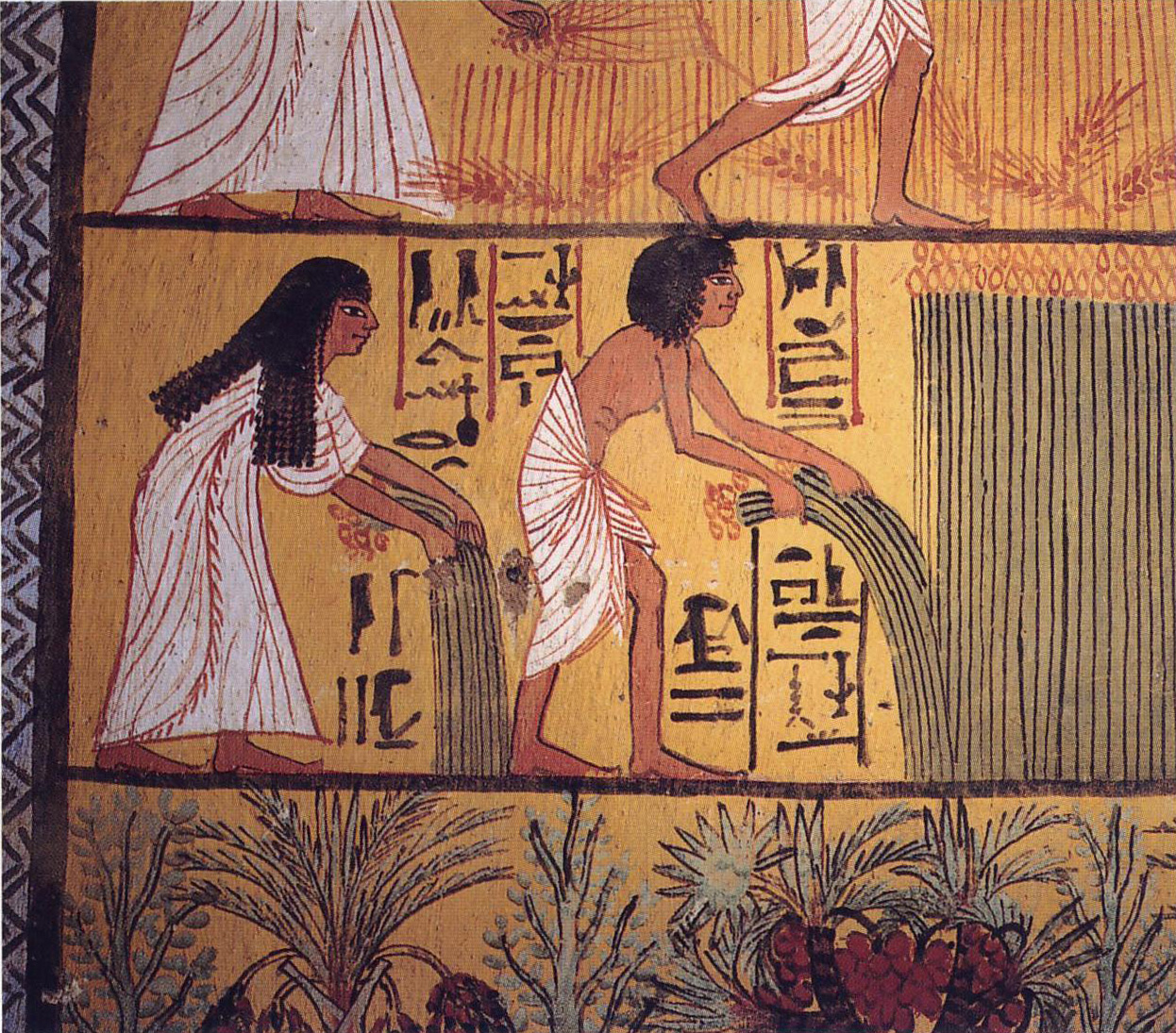
Phù điêu trên tường mộ
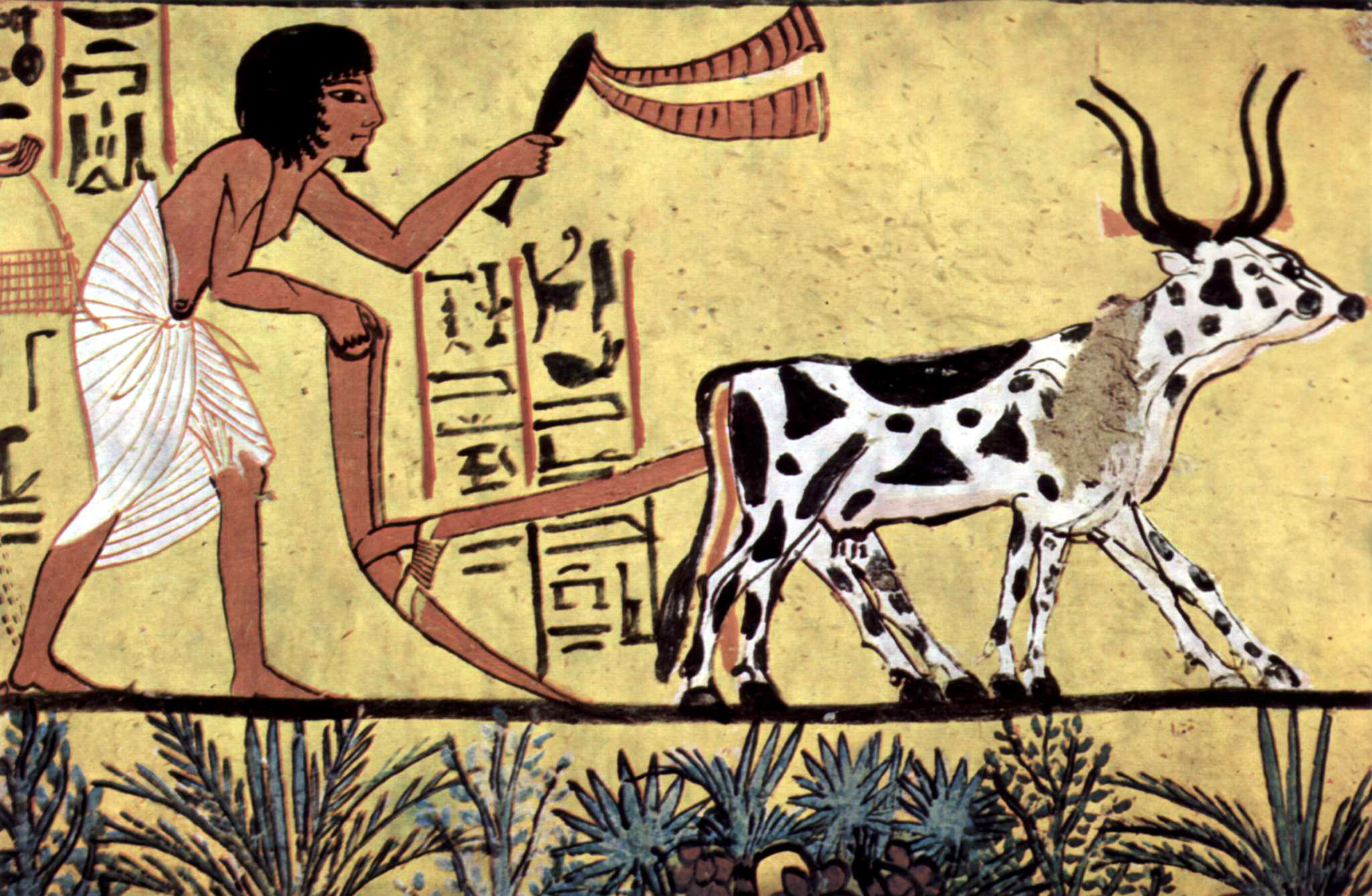
Phù điêu trên tường mộ
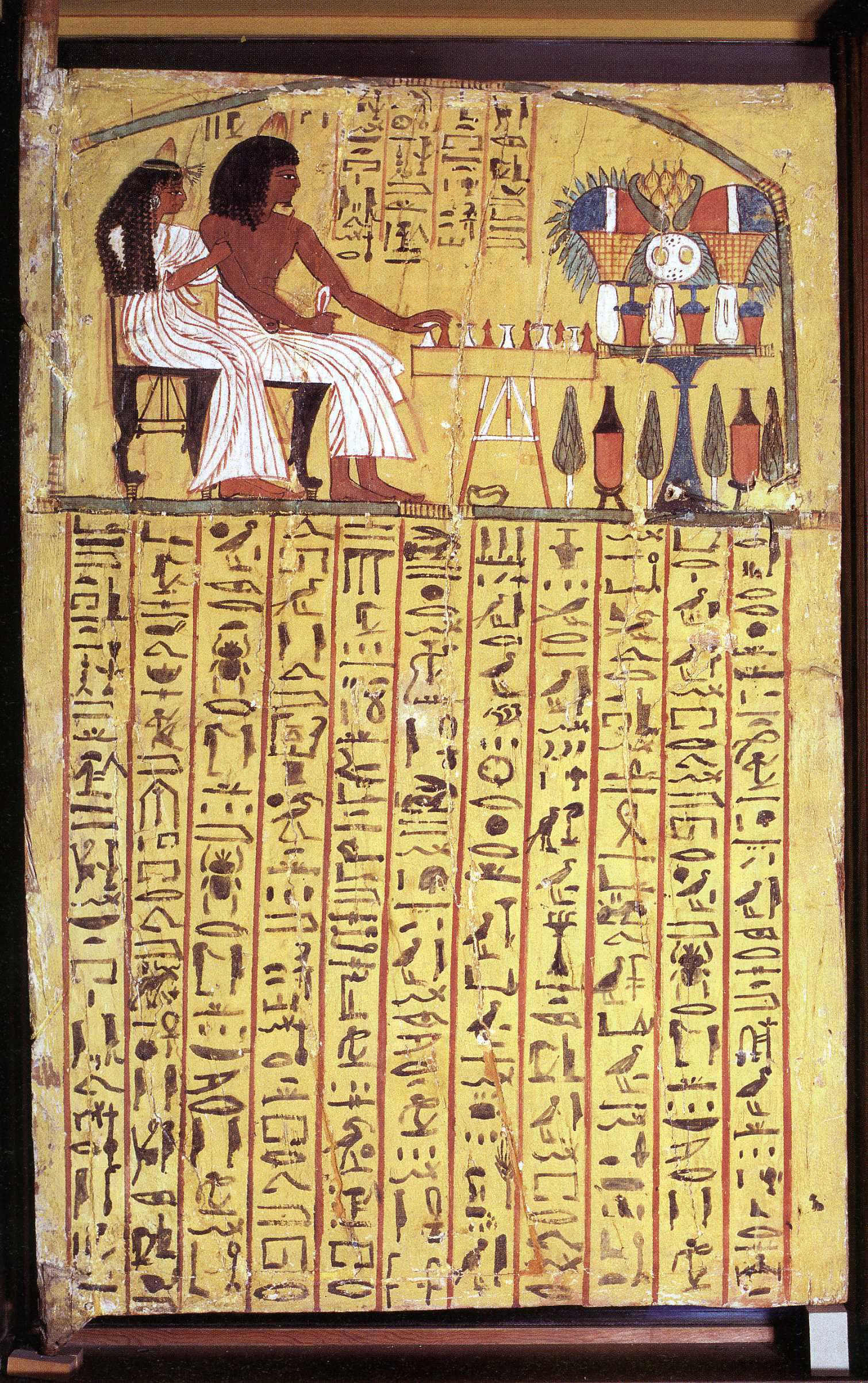
Phù điêu trên tường mộ

## Sách tham khảo
- Bertha Porter & Rosalind Moss (1964), Topographical Bibliography of Ancient Egyptian Hieroglyphic Texts, Statues, Reliefs and Paintings Volume I: The Theban Necropolis. Part 1: Private Tombs, Griffith Institute, tr.1-5
- Hany Farid & Samir Farid (2001), Unfolding Sennedjem’s Tomb, KMT: A Modern Journal of Ancient Egypt